# Camino Real (Panamá)

Rutas comerciales coloniales en el istmo de Panamá:
▬▬▬ Camino Real (Panamá a Portobelo)
▬▬▬ Camino Real (ruta a Nombre de Dios)
▬▬▬ Camino de Cruces (recorrido por el río Chagres)
▬▬▬ Camino de Cruces (recorrido a pie)

El Camino Real fue una de las dos rutas históricas del istmo de Panamá que conectaron el Mar Caribe con el Océano Pacífico durante la época colonial. 

## Historia

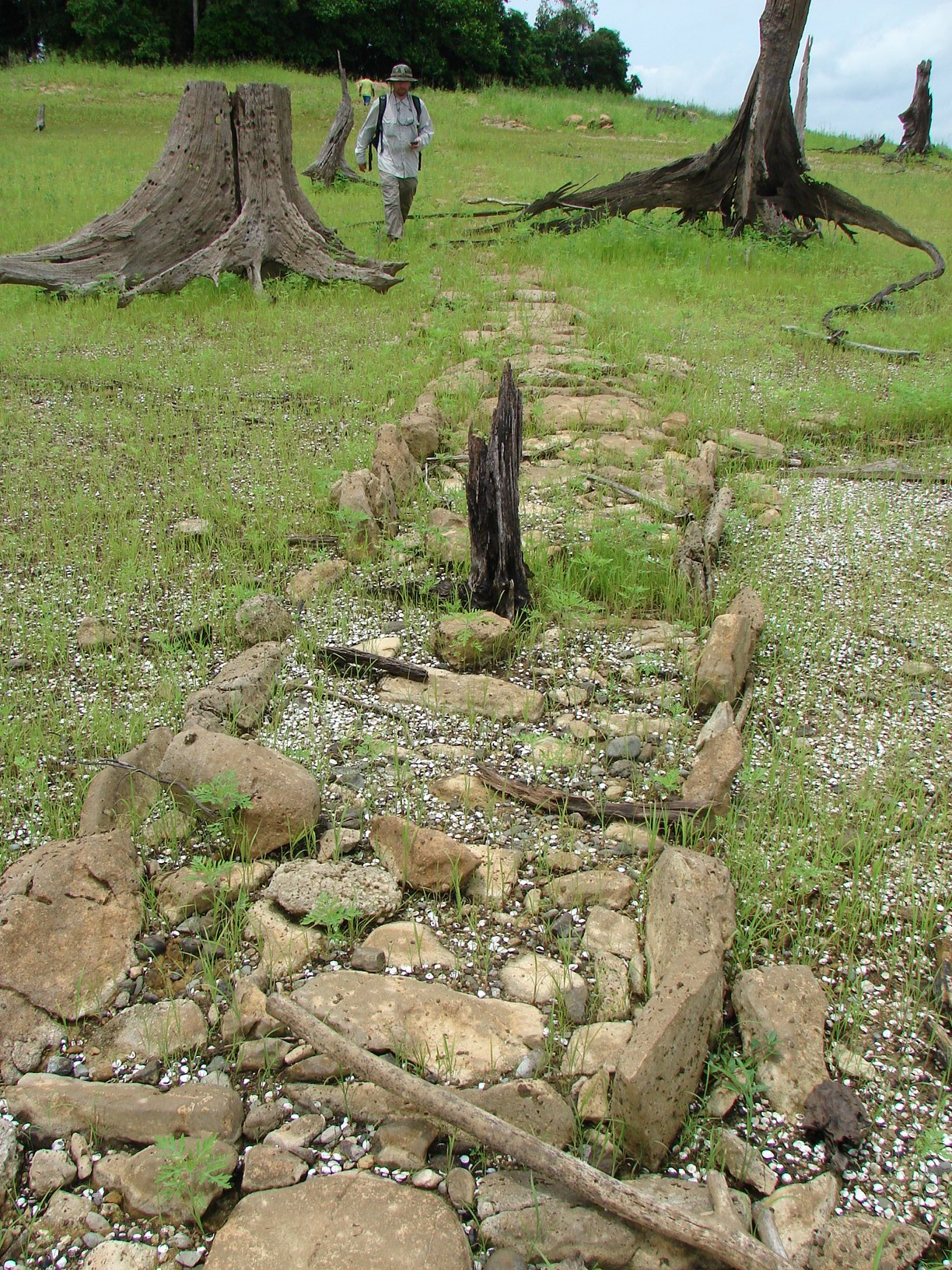
Restos del Camino Real, a orillas del lago Alajuela.

Construida alrededor de 1519, luego de la fundación de la primera Ciudad de Panamá, se convirtió, junto con el Camino de Cruces, en las únicas vías para atravesar el istmo de océano a océano, previo a la construcción del ferrocarril transístmico.
La ruta del Camino Real abarcaba las ciudades de Panamá y Nombre de Dios, pero en 1597 se desvió hacia Portobelo.
Al ser una ruta transístmica corta, se convirtió en la ruta comercial más importante del imperio español durante los siglos XVI y XVII, ya que se transportó el oro y la plata que llegaba de Perú rumbo a Nombre de Dios (y luego a Portobelo) como punto de embarque de la Flota de Indias. Según los registros, anualmente se transportaban entre 100 y 200 toneladas de plata a través de mulas.
El camino era de piedras, con un ancho de 1,22 metros o cuatro pies y con piedras maestras más grandes en los bordes.
Con los constantes ataques de piratas y la posterior destrucción de Portobelo en 1739, el uso de los caminos transístmicos en Panamá entró en una fase de decadencia, y con la construcción del Ferrocarril de Panamá en 1855, el Camino Real quedó abandonado. Con el paso del tiempo, tanto la vegetación de la selva y el desarrollo humano (en las zonas cercanas a la Ciudad de Panamá) han hecho desaparecer parte del camino.
Solo es posible ver en la actualidad segmentos del camino en zonas dentro del parque nacional Chagres y el parque nacional Portobelo, los cuales están siendo rehabilitados.